# Правовой статус личности
Правовой статус личности — юридически закреплённое положение личности в обществе. Правовой статус личности представляет собой часть общественного статуса и относится к качествам человека и гражданина. 
Понятия «правовой статус» и «правовое положение» личности равнозначны. Правовой статус личности определяется для людей, в отличие от правового положения юридических лиц.

## Классификации правового статуса личности
По характеристике субъекта, имеющего статус:
1. общий статус человека и гражданина;
2. специальный или родовой статус определённой категории граждан;
3. индивидуальный статус, который характеризует правовое положение определённой категории граждан в зависимости от пола, возраста и т. д.;

По отношению с конкретным государством:
1. статус граждан;
2. статус иностранцев, лиц без гражданства, лиц с двойным гражданством;

По отрасли права, нормы которой применяются для регулирования общественных отношений:
1. конституционно-правовой статус;
2. гражданско-правовой статус;
3. уголовно-правовой и уголовно-процессуальный статус.

## Структура правового статуса личности
Среди учёных нет единого мнения относительно того, какие элементы входят в правовой статус человека и гражданина. Наиболее полный перечень можно представить следующим образом:
1. гражданство;
2. правосубъектность — способность иметь и осуществлять своими действиями гражданские права и обязанности. Составляющими элементами правосубъектности являются правоспособность и дееспособность;
3. основные права, свободы, законные интересы и обязанности;
4. правовые принципы;
5. гарантии правового статуса, в числе которых особое значение имеет юридическая ответственность.

## Правовые основы статуса личности
На международно-правовом уровне правовому статусу личности посвящена Всеобщая декларация прав человека и множество международных договоров. Как правило, они разрабатываются структурами ООН, что позволяет сделать их действие более глобальным (к примеру, Международная конвенция о ликвидации всех форм расовой дискриминации была принята резолюцией 2106 (XX) Генеральной Ассамблеи от 21 декабря 1965 года).
Общие принципы правового статуса личности на национальном уровне, как правило, устанавливается в конституции (основном законе) государства. Законы государства, нормативные акты местного самоуправления конкретизируют положения конституции и не должны ей противоречить.
Конституционное выражение получили следующие принципы правового статуса личности:
1. равноправие
2. неотчуждаемость прав и свобод
3. непосредственное действие прав и свобод
4. гарантированность прав и свобод
5. признание общепринятых принципов и норм международного права и международных договоров
6. запрещение злоупотребления правами и обязанностями
7. запрет на незаконное ограничение конституционных прав и свобод